# Sibylle (Zeitschrift)
Sibylle, „Zeitschrift für Mode und Kultur“, war eine Frauenzeitschrift in der DDR, herausgegeben vom Modeinstitut Berlin. Gründerin und Namensgeberin war Sibylle Gerstner. Erster Chefredakteur war 1956 und 1957 Rudolf Nehring. Chefredakteurinnen waren von 1958 bis 1968 Margot Pfannstiel und von 1968 bis 1983 Yvonne-Ruth Freyer.

## Geschichte
Die Zeitschrift erschien ab 1956 sechsmal pro Jahr in einer Auflage von 200.000 Exemplaren im Verlag für die Frau Leipzig, war regelmäßig schnell vergriffen und galt als Ost-Vogue. Neben anspruchsvollen Modefotos von Arno Fischer, Roger Melis, Günter Rössler, Ute Mahler, Sibylle Bergemann, Sven Marquardt, Elisabeth Meinke und anderen waren auch ansprechende redaktionelle Beiträge ihr Markenzeichen. Auf die frauenzeitschrifttypischen Ratgeberteile wurde bewusst verzichtet. Langjährige Moderedakteurin war Dorothea Bertram (später verheiratet mit dem Fotografen Roger Melis). Die gezeigte Mode hatte mit der realsozialistischen Wirklichkeit nur wenig gemein.
1962 wurde das Café Sibylle in der Berliner Karl-Marx-Allee nach der Zeitschrift benannt. Das Café existierte bis Ende März 2018 und musste dann vorübergehend geschlossen werden. Im August 2018 unterschrieb die gemeinnützige puk a malta gGmbH den Mietvertrag für das Café Sibylle, sodass es im November 2018 wiedereröffnet wurde.
Die andere auflagenstarke DDR-Frauenzeitschrift war ab 1963 die bodenständigere Wochenillustrierte Für Dich (Vorgängertitel: Die Frau von heute, 1946–1962) aus dem Berliner Verlag.
1994 versuchten die Sibylle-Redakteurinnen Susanne Stein, Regina Conradt sowie Erika Büttner die nach der Wiedervereinigung angeschlagene Zeitschrift zu retten. Kurzzeitig gehörte die Zeitschrift nach 1990 zum Gong-Verlag. Anfang 1995 musste ihr Erscheinen im Selbstverlag aus finanziellen Gründen endgültig eingestellt werden. Über viele Jahre führte Yvonne Killmer das Blatt als Chefredakteurin. Letzte Chefredakteurin war Susanne Stein, letzter Art-Director André Rival. Rückblickend bedauerte Stein, dass es nicht gelungen war, die Sibylle mit ihrer anspruchsvollen Ästhetik zu erhalten, wenn nicht als Publikumszeitschrift, so doch als Nischenprodukt.

## Filme
- Träume nicht, Sibylle. Dokumentarfilm, Deutschland 2001.[7]
- In einem Land, das es nicht mehr gibt. Spielfilm von Aelrun Goette, 2022

## Ausstellungen
- Die Kunsthalle Rostock zeigte vom 18. Dezember 2016 bis 17. April 2017 eine Ausstellung über die Zeitschrift.[8]
- In der Kunst- und Kulturstiftung Opelvillen Rüsselsheim war vom 30. August bis 26. November 2016 die Ausstellung SIBYLLE – Die Fotografen zu sehen. Es wurde erstmals die Bedeutung der Zeitschrift Sibylle für die Entwicklung der Fotografie und einer künstlerischen Bildsprache Ostdeutschlands beleuchtet.[9]